# Неретљанска кнежевина
Неретљанска кнежевина, такође позната и као Паганија, а касније и Маронија (лат. Maronia), била је српска средњовековна кнежевина, односно земља, која се у периоду од 7. до 10. века простирала у приморским областима између река Неретве и Цетине.
Ову област су настањивали Срби, који су по реци Неретви прозвани Неретљани, а Византинци су њихову земљу прозвали „Паганија” због тога што њени становници нису прихватили хришћанство у време када је то учинила већина Срба и осталих Јужних Словена. Неретљани су били српско племе, прозвани "гусарима на Јадрану".

## Положај
Неретљанска кнежевина се на северозападу граничила са средњовековном хрватском кнежевином, простирући се све до ушћа реке Цетине. Кнежевина се састојала од три главне области: Макар, Расток (од Имотског до Љубушког) и Дален. Такође је укључивала острва Мљет, Корчула, Брач и Хвар. Најважнији градови Неретљанске кнежевине били су Вруља, Мокро, Острог и Лавцен или Славинеца; али далеко најважнији је био утврђени Омиш у каснијим годинама. На југоистоку, кнежевина се простирала до реке Неретве, где се граничила са Захумљем.
Неретљанско приморје се простирало дуж Јадранске обале (око 75 km), од ушћа Неретве у Јадранско море на југоистоку до реке Цетине на северозападу, а према унутрашњости је захватало дубину до 10-20 km. Већи део области састојао се од шума и мочвара, док је обрадиве земље била мало.

## Становништво
Према писањима Константина Порфирогенита и других византијских хроничара, „Паганија” је била једна од кнежевина насељених Србима.
Становништво Неретљанске кнежевине се жестоко опирало хришћанству, видећи га као средство притиска и дуго су задржали словенски паганизам.
Поред морепловства, Неретљани су били добри у трговини, гајењу маслина, смокви и винове лозе. Изван Биокова и Мосора и на острвима, гајили су стоку и такође су обрађивали поља. У каснијим годинама, Неретљанска кнежевина је је увозила пшеницу, а извозила вино, усољену рибу, осушено воће, итд...
Најбоља вештина и највећи приход Неретљана је било гусарство. Плен је дељен на традиционалан начин као и улов рибе — једна половина иде набављачу брода и организатору лова (кнезу или старешини), а друга половина је дељена између посаде. Главни тип брода који су Неретљани користили је била Сагена од почетка 9. века, варијација викиншког дракара. То је био дуг, релативно, плитак брод који се одликовао великом брзином, узаним трупом, оштрим луком и јарболом. Њиме је управљало око 40 чланова посаде који су у исто време били војници. Друга врста брода који су Неретљани користили је Кондура, сличан Сагени, али много мањи, са посадом од 20 људи. Постојали су и други типови бродова и баржи који су користили Неретљани.
Неретљанске вође су се називале судије, иако се црква њима обраћа као краљевима. Титуле племства су биле: кнез, чувар блага, капетан, витез и ризар.

## Историја
Неретљанска кнежевина је основана од стране некрштених Срба, којима је дата погодна земља за насељавање у првој половини 7. века, незадовољним претходном земљом у теми Солун. Пошто су они напустили своју земљу у центру Балканског полуострва и кренули да се селе назад преко реке Дунав, Неретљани су убедили цара Ираклија преко свог посланика, гувернера Сингидунума, да им пружи нову земљу. Ту су се брзо стопили са месним романизованим становништвом које им је пренело тајне бродоградње које су комбиноване са већ развијеним словенским практичним вештинама. Романизовано становништво није успело да задржи своју културу у Неретљанској кнежевини, као другде у Далмацији, пошто су градови брзо изгубили своју славу — попут Нароне на ушћу Неретве која није преживела словенску инвазију.

### Прве године
Неретљански пирати су почели да унапређују своје бродоградитељске вештине када су Арапи масовно почели да угрожавају воде Источног римског царства. Већ половином 7. века, 642. Словени су испловили са далматинске обале и напали беневетски Сипонте у заливу Монте Гаргано. Касније су се напади на Јадрану брзо повећавали, све док Неретљани нису постали највећа претња по безбедно путовање.
827-828, док је главнина млетачке поморске силе био у кампањи у сицилијанским водама, Неретљани су узели више слободе у својим пљачкашким походима, али када се млетачка морнарица вратила, Неретљани су се опет смирили. Један неретљански вођа је био покршен у Млетачкој републици 829, означивши мир између Неретљанске кнежевине и Млетачке републике. Међутим, не осећајући било какву изричиту обавезу лојалности, чим су се прилике на Јадрану или у Млетачкој републици погоршале, они су наставили са својом старом навиком, прекршивши мир. Када су Неретљани опљачкали и убили неке млетачке трговце који су се враћали из Беневента 834/835, Млечани су били запрепашћени. Због овога је нови млетачки дужд Пјетро Традонико 839. повео велику флоту против ових словенских пирата. Да би их поделио и покорио, Млечани су успоставили мир са традиционалним савезницима Неретљана, далматинским Хрватима под кнезом Миславом и са неким неретљанским племенима под кнезом Дружаком. Млетачка офанзива је покренута још једном 840. против неретљанског кнеза Људислава, али је имала мало успеха. Дужд Пјетро је у походу изгубио више од 100 људи и морао је неславно да се врати у Венецију.
Неретљани су искористили тренутак млетачке слабости када су их Арапи напали и предузимали су све смелије војне походе против Млечана. 846. су стигли до саме Венеције и опљачкали оближњи град Каорле. Неретљани су били први Словени који су преузели иницијативу у борби, али за разлику од осталих Словена, ово је било стриктно због личне добити и загарантованог добијања плена.
Неретљани су до друге половине 9. века покушавали да оставе своје пиратске навике и комплетно промене свој начин живота. Половином марта 870, Неретљани су отели емисаре ромејског епископа који су се враћали са Црквеног сабора у Константинопољу. Неретљани су се дуго одупирали утицају хришћанства, све док их источноримски цар Василије I из македонске династије није коначно умирио војним путем, након којег је ујединио целу Далмацију под византијском влашћу. Притиснути, Неретљани су послали емисаре цару и затражили покрштавање. Византијски цар је послао свештенике у Неретљанску кнежевину и ставио Неретљане по своју заштиту.
Арапски морнари су опљачкали неретљански Брач 872. Арапи су наставили да доминирају Јадраном све док их Ромеји нису протерали одавде и из околних подручја. Чим је царска флота напустила Јадранско море, Неретљани нису могли да издрже да још једном не обнове своје старе навике — што је изазвало млетачки војни поход против њих 886. Млетачки дужд Пјетро I Кандијано је 887. лично кренуо са 12 галија да нападне Неретљане и потопио је 5 неретљанских бродова у луци Мокро. Након што је искрцао своје снаге поред Мокрог, гонио је Неретљане, напредујући дубоко у копно. 18. септембра, Неретљани су га напали и нанели му тежак пораз. Сам дужд Пјетро је скоро изгубио живот у бици. Ово је изазвало да Млетачка република обнови антисловенски савез са италијанским владаром Берингом 7. маја 888.

### Касније године
Рашки кнезови су дуго добијали титуле великих кнежева, желећи да прошире контролу, између осталих, и на територију Неретљана. Наком мира из 893. између зараћених Рашке и Бугарске, велики кнез Петар Гојниковић из династије Властимировића је почео успешно да шири свој утицај на Неретљанску кнежевину. Командант Драча Лав Равдух је допао до Неретљанске крајине да тражи савезнике против Бугарске. Срео се са великим кнезом Петром управо на Неретљанском приморју, где је владар Рашке преговарао о савезу са Византинцима.
917. велики кнез Петар је преварен и Бугари су на његово место поставили његовог рођака Павла Брановића. Како Павле није признавао врховну власт Бугарске, цар Симеон га је збацио због овога и поставио његовог брата од стрица Захарија Прибисављевића 920—923. Са бугарским уништењем Рашке 924, настала је анархија, а почео је да јача хрватски утицај.
927, Часлав Клонимировић из лозе Властимировића се вратио из бугарског заробљеништва и поново основао Рашку 931, признајући Византију као врховног владара. Након смрти краља Крешимира 945. избио је грађански рат због наслеђа хрватске круне, па су Неретљани освојили стрва Каза, Вис и Ластово. Неретљани су тврдоглаво одбијали да се оставе пиратских навика, па је млетачки дужд Пјетро III Кандијано 948. повео флоту од 33 галије против њих, напавши у два таласа. Оба војна покушаја нису успела да окончају доминацију Неретљана на Јадрану, а након другог покушаја, Млечани су морали да плаћају порез Неретљанима за безбедан пролаз Јадранским морем. У следећим годинама, разни хрватски утицаји су били присутни у земљи Неретљана.
9. маја 1000, млетачки дужд Пјетро II Орсеоло је одлучио да покори удружене Хрвате и Неретљане, штитећи интересе њихових трговачких колонија и романизованог становништва у Далмацији. Без потешкоћа је напао целу источну обалу Јадранског мора, а само су Неретљани пружили некакав отпор. Заузврат, Неретљани су отели 40 богатих грађана Задра и украли транспорт који је преносио робу из Апулије. На повратку, дужд Пјетро је послао 10 бродова који су изненадили Неретљане између Ластова и Каце и одвели их као заробљенике у Трогир. Неретљански емисари су дошли у дуждеву привремену палату у Сплиту да моле ослобађање заробљеника. Гарантовали су да ће се појавити неретљански кнез и да ће се одрећи старог права да наплаћују Млечанима за слободан пролаз и да ће гарантовати слободан пролаз млетачким бродовима. Свим заробљеницима је дозвољено да се врате кућама, осим 6 Неретљана који су држани као таоци. Неретљани су се мало смирили, осим Ластова и Корчуле који су наставили да се супротстављају Млечанима. Корчулу је освоји дужд Пјетро II, а Ластово је пало тек након дугих крвавих борби. Пошто је Ластово било врло злогласно јер је било пиратски рај, дужд је наредио да се град Ластово евакуише да би било уништено. Након што су становници Ластова чврсто одбили да се покоре, Млечани су напали град. Град је освоје и сравњен са земљом.
Након што је византијски цар Василије II уништио Самуилову Бугарску 1018, Неретљани су заједно са Хрватима прихватили византијску власт.

### Неретљанска Крајина
Током друге половине 12. века, неретљанска област је заједно са суседним Захумљем била у саставу државе великог кнеза Мирослава, брата великог жупана Стефана Немање. У то време, власт кнеза Мирослава се према западу простирала све до Омиша и ушћа Цетине, обухватајући и читаво неретљанско приморје. Као погранична област (крајина), неретљанска земља је од тог времена почела да се назива и Крајина, а њени становници Крајињани. Током 13. века, неретљанска Крајина је била најзападнија област државе Немањића. Почетком 1247. године, Крајина је склопила уговор о пријатељству са Дубровачком републиком. У име неретљанске Крајине, уговор је заклетвом потврдио кнез Држимир. У самом уговору и заклетви, доследно се употребљавају називи Крајина и Крајињани.
У међувремену, након оснивања Српске архиепископије (1219), целокупно подручје неретљанске Крајине је у црквеном смислу ушло у састав српске православне Хумске епархије, чије је прво средиште било у оближњем манастиру Богородице Стонске. Српске владарске повеље из тог времена сведоче да је хумско епархијско властелинство обухватало и поседе у неретљанској Крајини, укључујући села Живогошће и Дрвеник.
Крајина је остала у саставу државе Немањића све до смрти краља Стефана Милутина (1282-1321). Искористивши потоње немире у Србији (1321-1322), неретљанску Крајину је својој држави прикључио босански бан Стефан II Котроманић. Средином 15. века, Крајина је потпала под власт Стефана Вукчића Косаче, првог херцега од Светог Саве. Тиме је неретљанска Крајина постала део Херцеговачког приморја.
Крајина је потпала под власт Турака око 1465. године, након чега је та област прикључена Херцеговачком вилајету, који је око 1482. године преуређен као Херцеговачки санџак.. За време турске власти, највећи део неретљанске Крајине је био организован као нахија Приморје, а најзначајније место у тој области била је Макарска. Током Кандијског рата (1645-1669), на тим просторима је дошло до знатног померања становништва, а масовна миграциона кретања су настављена и током Морејског рата (1684-1699), када је највећи део неретљанске Крајине потпао под млетачку власт, након чега је укључен у састав Млетачке Далмације.

## Српско-хрватски спор
Хрват Ватрослав Јагић као и Србин Љубо Влачић су сматрали да у овом крају живе Срби. Великохрватски аутори сматрају, без историјског основа, да је та област била хрватска још од раног средњег века.
- Границе Неретљанске кнежевине према Нади Клаић
- Границе Неретљанске кнежевине према Иву Голдштајну
- Једно од виђења граница Неретљанске кнежевине у хрватским изворима

## Извори и литература